# Olga Golovkina
Olga Gennadjevna Golovkina (Russisch: Ольга Геннадьевна Головкина) (Perm, 17 december 1986) is een Russische atlete, die zich heeft toegelegd op de middellange en lange afstand. Zij werd in 2012 Europees kampioene op de 5000 m en nam op dit onderdeel eenmaal deel aan de Olympische Spelen; bij die gelegenheid bereikte zij de finale.

## Loopbaan

### Eerste resultaten
Golovkina begon met de atletieksport in 1996, waar zij aanvankelijk werd getraind door Joeri Safronov. Sinds 2004 zijn Jelena en Sergei Popov in Perm haar trainers.
Olga Golovkina trad voor het eerst in 2010 voor het internationale voetlicht door haar deelname aan de Europese kampioenschappen in Barcelona, waar zij in de 5000 m finale als negende finishte, en de Europese kampioenschappen veldlopen, waar zij als 25e aankwam. 

### Europees kampioene
In 2011 liet Golovkina buiten haar eigen land niets van zich horen, maar werkte zij aan het verhogen van haar basissnelheid, getuige de PR’s die zij dat jaar liep op de 1500 en 3000 m. Een jaar later manifesteerde zij zich bij de Europese kampioenschappen in Helsinki ijzersterk door op de 5000 m de titel te veroveren. In de eindsprint versloeg zij de Oekraïense Ljoedmila Kovalenko en de Portugese Sara Moreira.
Op de Olympische Spelen in Londen, die kort daarna plaatsvonden, bereikte zij met haar tijd van 15.05,26, een PR-prestatie, de finale, waarin zij met 15.17,88 negende werd. 
In 2013 werd Golovkina tweede op de 5000 m tijdens de Universiade van 2013 in Kazan. De nummer één, Roxana Bârcă, werd echter later op doping betrapt, waardoor zei uit de uitslagen werd geschrapt en Golovkina de eerste plek kreeg toegewezen.

### Geschorst
Begin oktober 2013 werd door de Russische atletiekbond bekendgemaakt, dat Olga Golovkina was betrapt op doping. In juli had zij bij een training positief getest op een anabole steroïde. Als gevolg hiervan werd de Russische atlete voor twee jaar geschorst. De schorsing loopt op 1 augustus 2015 af.

## Titels
- Europees kampioene 5000 m – 2012
- Universitair kampioene 5000 m - 2013
- Russisch indoorkampioene 5000 m – 2012, 2013

## Persoonlijke records
Outdoor
| Onderdeel | Prestatie | Datum            | Plaats |
| --------- | --------- | ---------------- | ------ |
| 1500 m    | 4.06,75   | 9 juli 2011      | Moskou |
| 3000 m    | 9.01,91   | 16 augustus 2011 | Moskou |
| 5000 m    | 15.05,26  | 7 augustus 2012  | Londen |

Indoor
| Onderdeel | Prestatie | Datum            | Plaats |
| --------- | --------- | ---------------- | ------ |
| 1500 m    | 4.17,26   | 11 februari 2012 | Moskou |
| 3000 m    | 8.57,52   | 22 februari 2012 | Moskou |
| 5000 m    | 15.36,08  | 14 februari 2013 | Moskou |

## Palmares

### 1500 m
- 2013: 5e Russische kamp. – 4.15,15

### 3000 m
- 2012:  Russische indoorkamp. – 8.57,52

### 5000 m
- 2010: 9e EK – 15.31,11
- 2012:  EK – 15.11,70
- 2012:  Russische indoorkamp. – 15.39,61
- 2012: 9e OS – 15.17,88 (in serie 15.05,26)
- 2013:  Russische indoorkamp. – 15.36,08
- 2013:  Universiade – 15.43,77

### veldlopen
- 2010: 25e EK te Albufeira (afstand 8,17 km) – 28.21